# Johnson Matthey
Johnson Matthey plc er en britisk multinational producent af specielle kemikalier og vedvarende teknologier. De har hovedkvarter i London og er børsnoterede på London Stock Exchange.
Johnson Matthey's historie begyndte i 1817, da Percival Norton Johnson etablerede en guldproberingsvirksomhed i London. I 1851 tilsluttede George Matthey sig virksomheden og navnet blev ændret til Johnson & Matthey.
I 2022 havde de 13.497 ansatte og en omsætning på 16,025 mia. britiske pund.